# ابوالحسن مستوفی غفاری
ابوالحسن مستوفی غفاری (زنده تا ۱۲۰۶ هـ. ق) نگارگر و وقایع‌نگار عصر زندیه و اوایل قاجار است.
ابوالحسن فرزند معزالدین محمد غفاری، از ارباب قلم کاشان به شمار می‌رود. نسب خاندان غفاری به ابوذر غفاری می‌رسد.
ابوالحسن نخست در پی فراگرفتن هنر نقاشی بود، اما به توصیهٔ میرزا محمد بروجردی که در آن عهد منصب استیفای دیوان شاه را داشت، به کسب علم و انشاء پرداخت و وارد دستگاه علیمراد خان زند شد و پس از زوال و سقوط زندیه در دستگاه قاجاریه راه جُست.
ابوالحسن در نقاشی تفنن داشته و این کار پیشهٔ وی نبوده است. چنان‌که خود نوشته است، ده سال در پی فراگرفتن رموز نقاشی سعی و کوشش داشته و آنگاه در پی کسب دانش دبیری شده در سلک دبیران و منشیان دربار درآمده، ولی تا پایان عمر دست از نقاشی نکشیده است. او از تابلوهای نقاشان معروف رُمی کُپی می‌کرده و در صورت‌سازی، شبیه‌نگاری و رنگ و روغن نیز اُستاد بوده.
از وی تألیفی به نام گلشن مراد به یادگار مانده که شامل تاریخ حوادث عصر نادرشاه و روزگار زندیه است. این تاریخ که به نام علیمراد خان زند تألیف شده به نثر مصنوع است و حکایت از فضل و دانش مؤلف دارد. بخش بزرگی از کتاب را ابوالحسن خود به تحریر درآورده و باقی را پسرش محمدباقر تا سال ۱۲۱۰ هـ. ق به پایان برده است.

## آثار
- تصویر کریم‌خان زند در میدان نقش جهان اصفهان (آبرنگ)[۳]
- تاج بخشی نادر (رنگ و روغن)[۴]
- تصویر معزالدین محمد غفاری، پدر نقاش (آبرنگ، مورخ ۱۱۹۶)[۴]
- تصویر معزالدین محمد غفاری (آبرنگ، بی تاریخ)[۵]
- تصویر قاضی مُطلّب هنگام مسافرت به دشت مغان (رنگ و روغن)[۶]

## نگارخانه

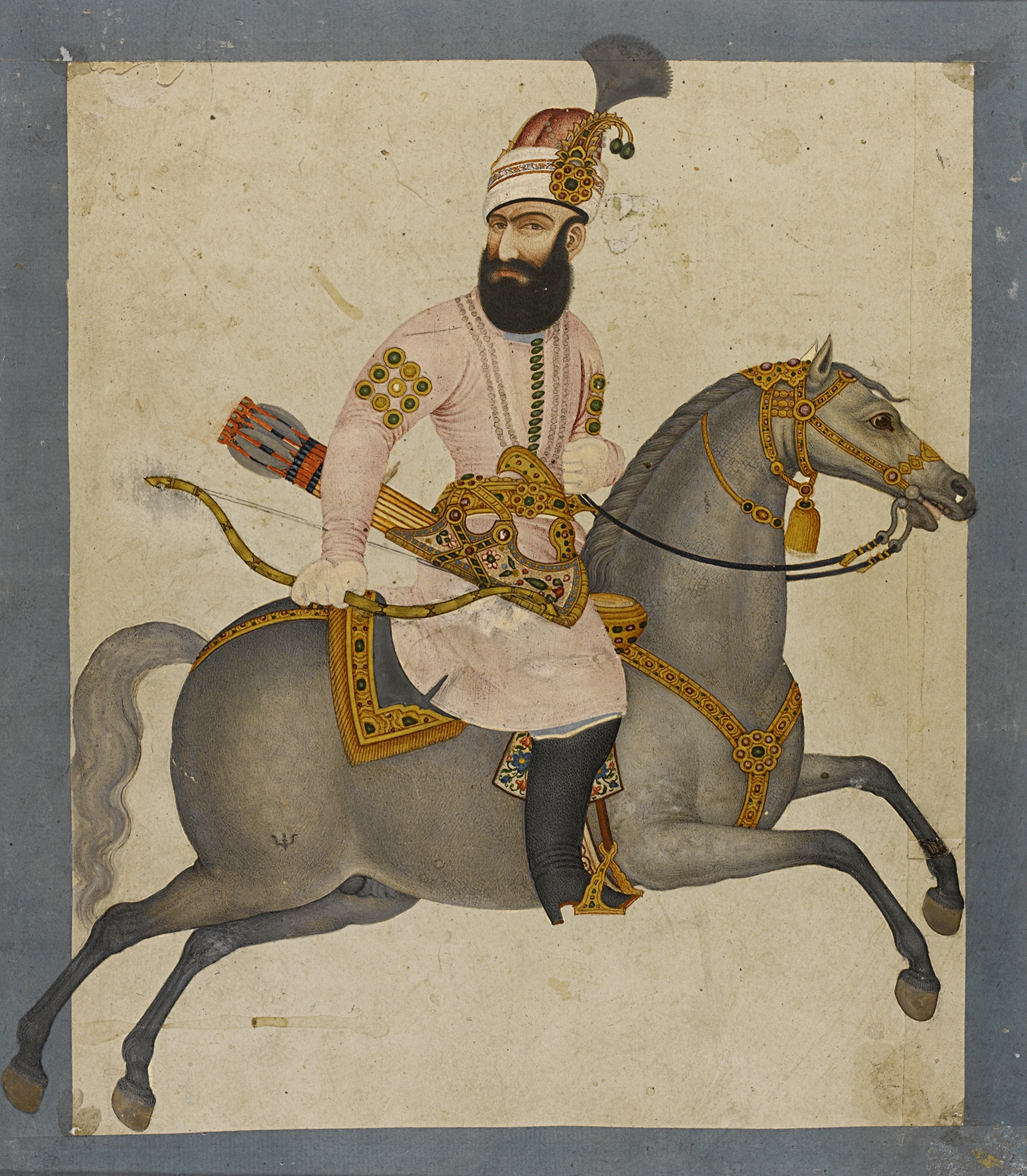
کریم خان زند سوار بر اسب، اثر ابوالحسن غفاری مستوفی کاشانی
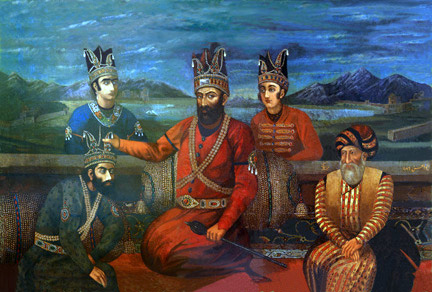
اعطای نشان جانشینی رضاقلی میرزا توسط نادرشاه. دو پسر دیگر نادرشاه در پشت سر ایستاده‌اند. اثر ابوالحسن ۱۷۷۴م محفوظ در موزهٔ هنرهای زیبای کاخ سعدآباد